# Білоглинка (Узункольський район)
Білогли́нка (каз. Белоглин) — село у складі Узункольського району Костанайської області Казахстану. Входить до складу Прісногірковського сільського округу.
Населення — 250 осіб (2021; 490 у 2009, 656 у 1999, 1142 у 1989).